# Atlétika a 2009. évi nyári európai ifjúsági olimpiai fesztiválon
A 2009. évi nyári európai ifjúsági olimpiai fesztiválon az atlétika versenyszámait július 19. és 25-e között rendezték Tamperében. 18-18 férfi illetve női versenyszám szerepelt a fesztiválon.

## Összesített éremtáblázat
| A 2009. évi nyári európai ifjúsági olimpiai fesztivál összesített éremtáblázata atlétikában | A 2009. évi nyári európai ifjúsági olimpiai fesztivál összesített éremtáblázata atlétikában | A 2009. évi nyári európai ifjúsági olimpiai fesztivál összesített éremtáblázata atlétikában | A 2009. évi nyári európai ifjúsági olimpiai fesztivál összesített éremtáblázata atlétikában | A 2009. évi nyári európai ifjúsági olimpiai fesztivál összesített éremtáblázata atlétikában | Olimpia  |
| ------------------------------------------------------------------------------------------- | ------------------------------------------------------------------------------------------- | ------------------------------------------------------------------------------------------- | ------------------------------------------------------------------------------------------- | ------------------------------------------------------------------------------------------- | -------- |
|                                                                                             | Ország                                                                                      | Arany                                                                                       | Ezüst                                                                                       | Bronz                                                                                       | Összesen |
| 1.                                                                                          | Oroszország                                                                                 | 5                                                                                           | 5                                                                                           | 2                                                                                           | 12       |
| 2.                                                                                          | Belgium                                                                                     | 4                                                                                           | 2                                                                                           | 2                                                                                           | 8        |
| 3.                                                                                          | Egyesült Királyság                                                                          | 3                                                                                           | 1                                                                                           | 1                                                                                           | 5        |
| 4.                                                                                          | Spanyolország                                                                               | 3                                                                                           | 0                                                                                           | 2                                                                                           | 5        |
| 5.                                                                                          | Ausztria                                                                                    | 2                                                                                           | 0                                                                                           | 1                                                                                           | 3        |
| 6.                                                                                          | Németország                                                                                 | 1                                                                                           | 2                                                                                           | 3                                                                                           | 6        |
|                                                                                             | Románia                                                                                     | 1                                                                                           | 2                                                                                           | 3                                                                                           | 6        |
| 8.                                                                                          | Olaszország                                                                                 | 1                                                                                           | 2                                                                                           | 2                                                                                           | 5        |
|                                                                                             | Svájc                                                                                       | 1                                                                                           | 2                                                                                           | 2                                                                                           | 5        |
| 10.                                                                                         | Finnország                                                                                  | 1                                                                                           | 2                                                                                           | 1                                                                                           | 4        |
|                                                                                             | Írország                                                                                    | 1                                                                                           | 2                                                                                           | 1                                                                                           | 4        |
|                                                                                             | Magyarország                                                                                | 1                                                                                           | 2                                                                                           | 1                                                                                           | 4        |
|                                                                                             | Szerbia                                                                                     | 1                                                                                           | 2                                                                                           | 1                                                                                           | 4        |
| 14.                                                                                         | Csehország                                                                                  | 1                                                                                           | 2                                                                                           | 0                                                                                           | 3        |
| 15.                                                                                         | Törökország                                                                                 | 1                                                                                           | 1                                                                                           | 2                                                                                           | 4        |
| 16.                                                                                         | Hollandia                                                                                   | 1                                                                                           | 1                                                                                           | 1                                                                                           | 3        |
| 17.                                                                                         | Fehéroroszország                                                                            | 1                                                                                           | 1                                                                                           | 0                                                                                           | 2        |
| 18.                                                                                         | Ukrajna                                                                                     | 1                                                                                           | 0                                                                                           | 3                                                                                           | 4        |
| 19.                                                                                         | Dánia                                                                                       | 1                                                                                           | 0                                                                                           | 1                                                                                           | 2        |
|                                                                                             | Észtország                                                                                  | 1                                                                                           | 0                                                                                           | 1                                                                                           | 2        |
| 21.                                                                                         | Moldova                                                                                     | 1                                                                                           | 0                                                                                           | 0                                                                                           | 1        |
|                                                                                             | Szlovákia                                                                                   | 1                                                                                           | 0                                                                                           | 0                                                                                           | 1        |
|                                                                                             | Szlovénia                                                                                   | 1                                                                                           | 0                                                                                           | 0                                                                                           | 1        |
| 24.                                                                                         | Franciaország                                                                               | 0                                                                                           | 3                                                                                           | 0                                                                                           | 3        |
| 25.                                                                                         | Lettország                                                                                  | 0                                                                                           | 1                                                                                           | 2                                                                                           | 3        |
| 26.                                                                                         | Ciprus                                                                                      | 0                                                                                           | 1                                                                                           | 1                                                                                           | 2        |
| 27.                                                                                         | Horvátország                                                                                | 0                                                                                           | 1                                                                                           | 0                                                                                           | 1        |
|                                                                                             | Izrael                                                                                      | 0                                                                                           | 1                                                                                           | 0                                                                                           | 1        |
| 29.                                                                                         | Bulgária                                                                                    | 0                                                                                           | 0                                                                                           | 1                                                                                           | 1        |
|                                                                                             | Lengyelország                                                                               | 0                                                                                           | 0                                                                                           | 1                                                                                           | 1        |
|                                                                                             |                                                                                             |                                                                                             |                                                                                             |                                                                                             |          |
| Összesen                                                                                    | Összesen                                                                                    | 36                                                                                          | 36                                                                                          | 36                                                                                          | 108      |

## Férfi
| A 2009. évi nyári európai ifjúsági olimpiai fesztivál férfi érmesei atlétikában |                                                                                       |         |                                                                                   |         |                                                                            |         |
| Versenyszám                                                                     | Arany                                                                                 | Arany   | Ezüst                                                                             | Ezüst   | Bronz                                                                      | Bronz   |
| 100 m síkfutás                                                                  | Alberto Gavaldá · Spanyolország                                                       | 10,77   | Julien Watrin · Belgium                                                           | 10,82   | Giovanni Galbieri · Olaszország                                            | 10,82   |
| 200 m síkfutás                                                                  | Julien Watrin · Belgium                                                               | 21,06   | Jeffrey John · Franciaország                                                      | 21,15   | Liam Clowes · Egyesült Királyság                                           | 21,50   |
| 400 m síkfutás                                                                  | Martin Vinš · Csehország                                                              | 48,23   | Olufemi Atibioke · Németország                                                    | 48,32   | Davide Re · Spanyolország                                                  | 48,457  |
| 800 m síkfutás                                                                  | Halit Kılıç · Törökország                                                             | 1.55,79 | Miroslav Burian · Csehország                                                      | 1.56,47 | Alejandro Estévez · Spanyolország                                          | 1.56,73 |
| 1500 m síkfutás                                                                 | Rui Pinto · Portugália                                                                | 3.57,46 | Gregor László · Magyarország                                                      | 3.58,00 | Alexander Schwab · Németország                                             | 3.58,49 |
| 3000 m síkfutás                                                                 | Callum Hawkins · Egyesült Királyság                                                   | 8.23,62 | Shane Quinn · Írország                                                            | 8.30,12 | Ilgizar Safiulin · Oroszország                                             | 8.32,53 |
| 2000 m akadályfutás                                                             | Szalai Benjámin Gábor · Magyarország                                                  | 5.53,31 | Romain Collenot-Spiret · Franciaország                                            | 5.54,13 | Stephan Abisch · Németország                                               | 5.54,30 |
| 110 m gátfutás 91.4 cm                                                          | Arnau Erta · Spanyolország                                                            | 13,46   | Haris Koutras · Ciprus                                                            | 13,57   | Ivan Mach Di Palmstein · Olaszország                                       | 13,72   |
| 400 m gátfutás 84.0 cm                                                          | Stef Vanhaeren · Belgium                                                              | 51,09   | José Bencosme de Leon · Olaszország                                               | 52,27   | Rasmus Mägi · Észtország                                                   | 52,85   |
| 4 × 100 m váltófutás                                                            | Spanyolország · José Antonio Vizuete · Bertrán Alcaraz · Alberto Gavaldá · Arnau Erta | 41:20   | Franciaország · Nicolas Borome · Jeffrey John · Victor Barroso · Vincent Michalet | 41:31   | Belgium · Rodric Seutin · Claes Frederick · Stef Vanhaeren · Julien Watrin | 41:69   |
| Magasugrás                                                                      | Daniil Tsyplakov · Oroszország                                                        | 2,21 m  | Dmitry Kroytor · Izrael                                                           | 2,19 m  | Janick Klausen · Dánia                                                     | 2,14 m  |
| Rúdugrás                                                                        | Arnaud Art · Belgium                                                                  | 4,85 m  | Ivan Horvat · Horvátország                                                        | 4,75 m  | Thomas Pastl · Ausztria                                                    | 4,75 m  |
| Távolugrás                                                                      | Andreas Trajkovski · Dánia                                                            | 7,37 m  | Jean-Pierre Bertrand · Franciaország                                              | 7,30 m  | Daniel Dobrev · Bulgária                                                   | 7,30 m  |
| Hármasugrás                                                                     | Alexander Yurchenko · Oroszország                                                     | 15,30 m | Aliaksandr Khryshchanovich · Fehéroroszország                                     | 15,24 m | Yevgen Strokan · Ukrajna                                                   | 15,19 m |
| Súlylökés 5 kg                                                                  | Lukas Weißhaidinger · Ausztria                                                        | 20,35 m | Daniele Secci · Olaszország                                                       | 19,08 m | Maxim Afonin · Oroszország                                                 | 19,06 m |
| Diszkoszvetés 1,5 kg                                                            | Lukas Weißhaidinger · Ausztria                                                        | 60,94 m | Marek Bárta · Csehország                                                          | 60,49 m | Michael Klatsia · Ciprus                                                   | 59,83 m |
| Kalapácsvetés 5 kg                                                              | Tomas Kruzliak · Szlovákia                                                            | 74,24 m | Evgeny Korotovskiy · Oroszország                                                  | 72,63 m | Edgars Timermanis · Lettország                                             | 71,49 m |
| Gerelyhajítás 700 g                                                             | Valeriy Iordan · Oroszország                                                          | 75,59 m | Arnolds Strenga · Lettország                                                      | 69,73 m | Oleksandr Nychyporchuk · Ukrajna                                           | 67,67 m |

## Női
| A 2009. évi nyári európai ifjúsági olimpiai fesztivál női érmesei atlétikában |                                                                             |         |                                                                                   |         |                                                                         |         |
| Versenyszám                                                                   | Arany                                                                       | Arany   | Ezüst                                                                             | Ezüst   | Bronz                                                                   | Bronz   |
| 100 m síkfutás                                                                | Jennifer Batten · Egyesült Királyság                                        | 11,73   | Mujinga Kambundji · Svájc                                                         | 11,84   | Nguyen Anastazia · Magyarország                                         | 11,85   |
| 200 m síkfutás                                                                | Jennifer Batten · Egyesült Királyság                                        | 23,80   | Imke Vervaet · Belgium                                                            | 24,35   | Klaudia Konopko · Lengyelország                                         | 24,41   |
| 400 m síkfutás                                                                | Yuliya Yurenia · Fehéroroszország                                           | 53,90   | Christina Zwirner · Németország                                                   | 54,59   | Adelina Dorina Pastor · Románia                                         | 54,72   |
| 800 m síkfutás                                                                | Ioana Raluca Doaga · Románia                                                | 2.09,56 | Adelle Tracey · Egyesült Királyság                                                | 2.09,92 | Andrina Schläpfer · Svájc                                               | 2.09,93 |
| 1500 m síkfutás                                                               | Ciara Mageean · Írország                                                    | 4.15,46 | Ioana Raluca Doaga · Románia                                                      | 4.18,44 | Amela Terzić · Szerbia                                                  | 4.22,46 |
| 3000 m síkfutás                                                               | Amela Terzić · Szerbia                                                      | 9.17,90 | Gulshat Fazlitdinova · Oroszország                                                | 9.30,82 | Oleksandra Oliynyk · Ukrajna                                            | 9.37,59 |
| 2000 m akadályfutás                                                           | Sofie Gallein · Belgium                                                     | 6.42,71 | Teodora Simovic · Szerbia                                                         | 6.47,43 | Gamze Bulut · Törökország                                               | 6.50,24 |
| 100 m gátfutás 76.2 cm                                                        | Nooralotta Neziri · Finnország                                              | 13,23   | Ekaterina Bleskina · Oroszország                                                  | 13,24   | Eva Vital · Portugália                                                  | 13,39   |
| 400 m gátfutás 76.2 cm                                                        | Vera Rudakova · Oroszország                                                 | 58,01   | Christine McMahon · Írország                                                      | 59,55   | Bianca Baak · Hollandia                                                 | 1.00,31 |
| 4 × 100 m váltófutás                                                          | Svájc · Silja Muhlebach · Mujinga Kambundji · Nora Frey · Cornelia Halbheer | 46:30   | Magyarország · Nguyen Anastazia · Komiszár Kriszta · Kerekes Gréta · Lóránd Lilla | 46:38   | Írország · Christine McMahon · Joanna Mills · Caoimhe King · Joan Healy | 46:56   |
| Magasugrás                                                                    | Alessia Trost · Olaszország                                                 | 1,85 m  | Mariya Kuchina · Oroszország                                                      | 1,85 m  | Laura Ikauniece · Lettország                                            | 1,82 m  |
| Rúdugrás                                                                      | Tatiana Stetsyuk · Oroszország                                              | 3,90 m  | Reetta Hämäläinen · Finnország                                                    | 3,85 m  | Aurélie De Ryck · Belgium                                               | 3,80 m  |
| Távolugrás                                                                    | Lena Malkus · Németország                                                   | 6,33 m  | Alina Rotaru · Románia                                                            | 6,24 m  | Lotta Harala · Finnország                                               | 6,14 m  |
| Hármasugrás                                                                   | Tatiana Cicanci · Moldova                                                   | 13,37 m | Kristiina Mäkelä · Finnország                                                     | 13,14 m | Andreea Maria Todereanu · Románia                                       | 13,14 m |
| Súlylökés 4 kg                                                                | Corinne Nugter · Hollandia                                                  | 14,58 m | Natalia Troneva · Oroszország                                                     | 13,84 m | Elcin Kaya · Törökország                                                | 13,71 m |
| Diszkoszvetés 1 kg                                                            | Viktoriia Klochko · Ukrajna                                                 | 48,32 m | Corinne Nugter · Hollandia                                                        | 45,54 m | Kristin Pudenz · Németország                                            | 44,71 m |
| Kalapácsvetés 4 kg                                                            | Barbara Špiler · Szlovénia                                                  | 63,57 m | Kıvılcım Kaya · Törökország                                                       | 60,30 m | Bianca Monica Lazar Fazecas · Románia                                   | 56,97 m |
| Gerelyhajítás 500 g                                                           | Liina Laasma · Észtország                                                   | 53,66 m | Marija Vučenović · Szerbia                                                        | 51,46 m | Nathalie Meier · Svájc                                                  | 47,20 m |